# Cathal Carrach Ua Conchobair
Cathal Carrach Ua Conchobair (mort en 1202) est roi de Connacht de 1189 à 1202.

## Origine
Cathal Carrach ou Carragh  Ua Conchobair est l'un des sept fils du roi Conchobar Maenmaige Ua Conchobair, son surnom « Carragh » c'est-à-dire « Galeux » indique qu'il souffrait sans doute d'une forme de maladie de peau. L'identité de sa mère est inconnue.

## Premières années
Cathal Carrach apparaît dans chroniques d'Irlande en 1185 alors qu'il appuie son père Conchobar Maemeinhe dans la guerre qui l'oppose à son propre père Ruaidri Ua Conchobair qu'il a obligé à abdiquer en 1183.

## Roi de Connacht
Après le meurtre en 1189 par ses officiers  à l'instigation de Diarmait Ua Diarmata,  Cathal Carrach tue le prétendant et se proclame roi. Mais il doit faire face à l'opposition de son grand-père qui en 1191 après s'être fait rappelé par le Sil Muiredaig tente de s'imposer avec l'aide du Cenél Conaill mais surtout à son oncle Cathal Crobderg Ua Conchobair qui se proclame lui aussi roi. Le conflit dynastique qui s'ensuit permet aux forces des Anglo-Normands d'intervenir à l'ouest du Shannon à l'appel des deux partis.
Après la mort de Ruaidri Ua Conchobair, Cathal fait tuer le fils anonyme de  Brian de Breifne un fils de Toirdelbach Ua Conchobair. L'année suivante il conclut une paix avec son oncle à qui il accorde des domaines en Connacht  Cependant en 1201, il expulse Cathal Crobderg et se fait couronner roi de Connacht.
La même année Cathal Crobderg et son allié Aed Ui Neill avec les hommes de Magh-Itha et ceux d'Argialla s'avancent jusqu'à  Tech-Baithin of Airtech. A Es-dara  Cathal Carrach, les nobles du Connacht et leur allié anglo-normand William de Burgh à la tête des Étrangers Limerick leur inflige une lourde défaite .
Plus tard dans l'année une armée sous la conduite de John de Courcy et de d'Hugues de Lacy le jeune frère de Walter de Lacy, avec les « Étrangers de Meath  » qui sont devenus les alliés de Cathal Crobderg, s'avancent jusqu'à reached Cell-mic-Duach.  Cathal Carrach et les « Hommes du Connacht  » engagent le combat contre eux et les défont.
En 1202 Cathal Carrach, est finalement tué par Cathal Crobderg Ua Conchobair et son nouvel allié anglo-normand William de Burgh qui a changé de camp et qui lui infligent une déroute lors de la bataille de Corr Sliaib dans les Monts Curlew

## Sources
- (en) T.W Moody, F.X. Martin, F.J. Byrne A New History of Ireland IX Maps, Genealogies, Lists. A companion to Irish History part II . Oxford University Press réédition 2011  (ISBN 9780199593064).
- (en) Ailbhe Mac Shamhrain « Ua Conchobair, Cathal Carrach », dans Dictionary of Irish Biography ... to the year 2002: Volume 9, Staines - Z, p. 569, Cambridge, 2010.